# Cratere Berlage
Berlage è un cratere lunare di 93,75 km situato nella parte sud-orientale della faccia nascosta della Luna.
Il cratere è dedicato all'astronomo olandese Hendrik Petrus Berlage.

## Crateri correlati
Alcuni crateri minori situati in prossimità di Berlage sono convenzionalmente identificati, sulle mappe lunari, attraverso una lettera associata al nome.
| Berlage | Coordinate             | Diametro (in km) |
| ------- | ---------------------- | ---------------- |
| R       | 64°05′24″S 167°31′12″W | 27,06            |